# Masterboy
Masterboy a fost o formație dance (eurodance) de origine germană , cu un succes notabil în  Europa, Asia, Oceania și America de Sud, la mijlocul anilor 1990. Sunt una dintre cele mai reprezentative formații al fenomenului eurodance "high energy", în perioada când acest gen de muzică a trecut de la cluburile dance la arenapop music. Melodiile care i-au consacrat pe Masterboy includ "Anybody", "Everybody Needs Somebody", "I Got To Give It Up", "Feel The Heat Of The Night"  și "Is This The Love".

## Albume
- Masterboy Family (1991)
- Feeling Alright (1993)
- Different Dreams (1994)
- Generation of Love (1995)
- Colours (1996)
- Best Of Masterboy (2000)

## Single-uri
- Dance To The Beat (1990)
- Shake It Up And Dance (1991)
- I Need Your Love (1991)
- Cause We Do It Again (1991)
- Keep On Dancing' (1992)
- Ride Like The Wind (2001)

### Cu Trixi
- "O-Oh Noche Del Amor" (1992)
- "Fall in Trance" (1993)
- "Everybody Needs Somebody" (1993)
- "I Got to Give It Up" (1994)
- "Feel the Heat of the Night" (1994)
- "Is This the Love" (1994)
- "Different Dreams" (1995)
- "Megamix" (1995)
- "Generation of Love" (1995)
- "Anybody (Movin'on)" (1995)
- "Land of Dreaming" (1996)
- "I Need a Lover Tonight" (2002)
- "Feel the Heat of the Night 2003" (2003)
- "Lucky Lie"

### CuLinda Rocco
- Mister Feeling (1996)
- Children Of The Night (1996)
- Show Me Colours (1996)
- Just For You (1997)
- La Ola Hand In Hand (1997)
- Dancing Forever (1998)

### Cu Anabel Kay
- Porque Te Vas (1999)
- I Like To Like It (2000)
- Feel The Heat 2000 (2000)